# Archiwum 4 Kompanii
Archiwum 4 Kompanii Grupy „Krybar” Armii Krajowej – dokumentacja archiwalna składająca się z dokumentów wytworzonych w okresie od dnia 1 sierpnia 1944 r. do 29 września 1944 r. przez dowództwo kompanii i podległe mu komórki.

## Opis
Dokumenty Archiwum są cenne pod kątem badań historycznych nad dziejami powstania warszawskiego, a w szczególności walk na terenie Powiśla i okolic Pałacu Namiestnikowskiego, Hotelu Bristol, Uniwersytetu Warszawskiego, ulic Solec, Tamka, Cicha, Czerwonego Krzyża, Topiel, Dobra. Wśród prawie 200 z nich są m.in.: raporty broni, raporty OdB, rozkazy, meldunki sytuacyjne, rozkazy organizacyjne Grupy „Krybar” oraz III i VIII Zgrupowania, wykazy poborów oficerów i szeregowych oraz listy imienne żołnierzy 4 kompanii.
Zbiór obejmuje również spisaną przez kapitana Malinowskiego notatkę, opisującą historię ukrycia archiwum w ruinach stolicy w ostatnich dniach walk, przez czterech żołnierzy Grupy „Krybar”, w tym obok dowódcy 4 Kompanii: ppor. Stanisława Szuttenbacha ps. Longin, ppor. Mieczysława Sembrata ps. Termit, ppor. Edmunda Nosarzewskiego ps. Patron, oraz odnalezienia po wojnie tylko jednej trzeciej części zakopanych dokumentów, które w roku 1945 zostały przekazane dowódcy.
4 marca 2008 roku w Sali Złotej Pałacu Kazimierzowskiego na Uniwersytecie Warszawskim odbyło się uroczyste przekazanie do zasobu Archiwum Akt Nowych Akt Mariana Malinowskiego, w tym archiwum 4 Kompanii Grupy „KRYBAR” Armii Krajowej.